# Marie Colvin
Marie Catherine Colvin (Oyster Bay, 12 gennaio 1956 – Homs, 22 febbraio 2012) è stata una giornalista statunitense.
Ha lavorato per il quotidiano britannico The Sunday Times dal 1985 fino alla morte, avvenuta mentre seguiva l'assedio di Homs, in Siria.

## Carriera

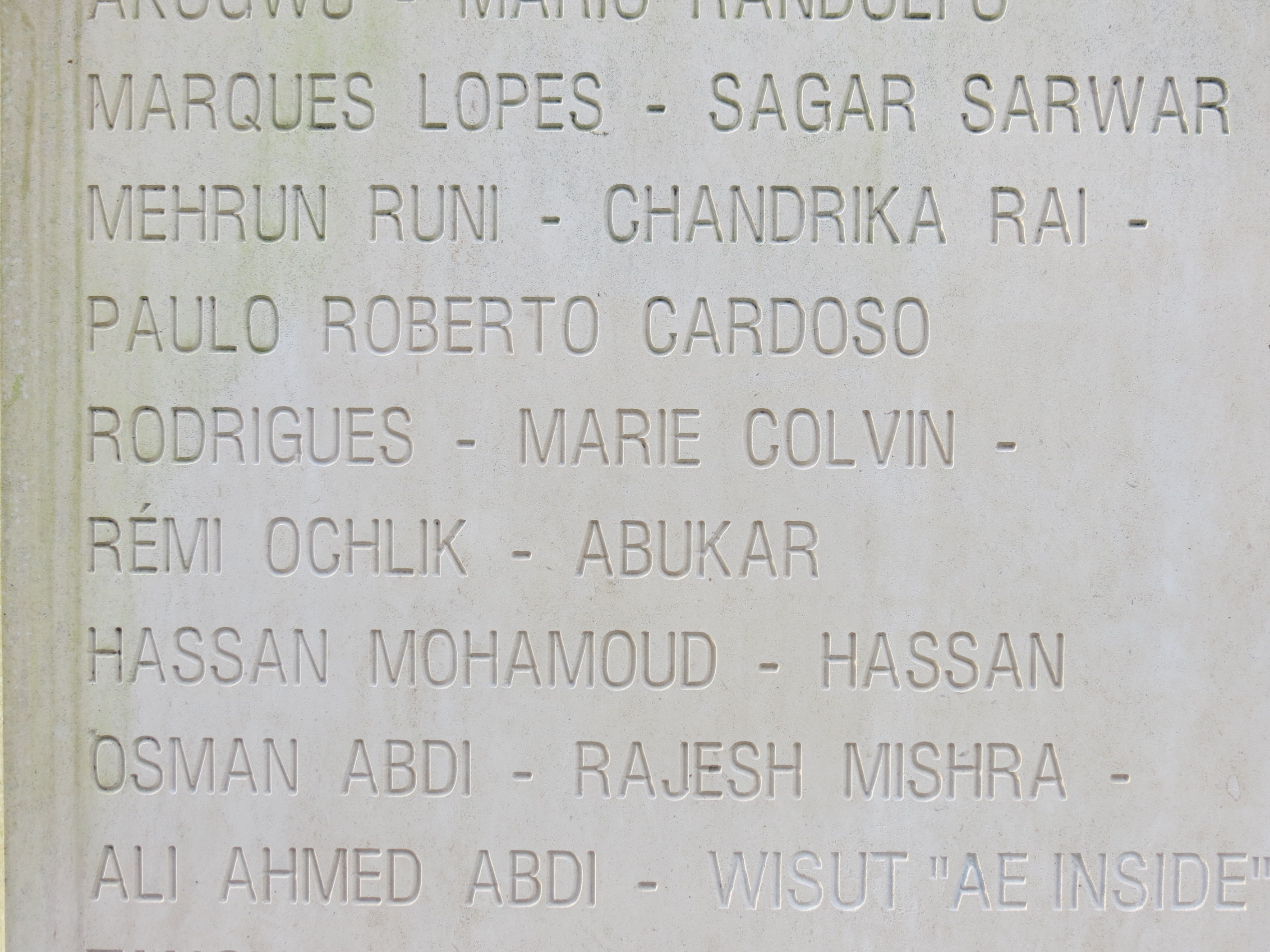
Il nome di Marie Colvin sul monumento ai reporter di guerra di Bayeux

Colvin cominciò la sua carriera a New York, come reporter per United Press International (UPI), dopo essersi laureata a Yale, per poi diventare capo del bureau di Parigi dell'UPI nel 1984, e trasferirsi al Sunday Times nel 1985. Dal 1986 fu la corrispondente del giornale in Medio Oriente, e dal 1995 la corrispondente per gli Affari Esteri. Nel 1986 fu la prima giornalista a intervistare Muʿammar Gheddafi dopo l'inizio dei bombardamenti degli Stati Uniti in Libia.
Pratica della zona del Medio Oriente, inviata in Cecenia, Kosovo, Sierra Leone, Zimbabwe, Sri Lanka e Timor Est. Nel 1999, a Timor Est, le fu attribuito il merito di aver salvato le vite di 1500 donne e bambini da una zona presidiata da forze armate sostenute dall'Indonesia. Rimase con un contingente militare delle Nazioni Unite, testimoniò il tutto su giornali e televisioni. Sono stati evacuati dopo alcuni giorni. Ha vinto il premio International Women's Media Foundation per il coraggio dimostrato nella copertura dei conflitti in Kosovo e Cecenia. Ha scritto e prodotto diversi documentari, tra cui Arafat: Behind the Myth per la BBC e Bearing Witness.
La Colvin perse la vista nell'occhio sinistro durante un servizio sulla guerra civile dello Sri Lanka. Fu colpita da un'esplosione da una granata dell'esercito dello Sri Lanka il 16 aprile 2001, mentre si spostava da un'area controllata dalle Tigri Tamil a un'area controllata dal Governo. Da allora indossò una benda sull'occhio, inoltre iniziò a soffrire di disordine da stress post-traumatico.
Fu anche testimone durante la guerra in Sri Lanka, riportando i crimini di guerra contro i tamil commessi durante questo periodo. Diversi giorni dopo il suo ferimento, il governo dello Sri Lanka permise l'ingresso ai giornalisti stranieri nelle zone tenute dai ribelli. Ariya Rubasinghe ha dichiarato: "I giornalisti possono andare, non glielo impediamo, ma devono essere pienamente consapevoli e accettare il rischio per le proprie vite".
Nel 2011, riportò le notizie sulla primavera araba in Tunisia, Egitto e Libia, ed intervistò Gheddafi con altri due giornalisti che poteva nominare. Scelse Christiane Amanpour, della ABC, e Jeremy Bowen, della BBC.
Marie Colvin sottolineò l'importanza di accendere la luce sulla "umanità in condizioni estreme, spinte verso l'insopportabile", affermando: "il mio lavoro è testimoniare. Non sono mai stata interessata a sapere quali modelli di aerei avesse appena bombardato un villaggio o se l'artiglieria che aprì il fuoco su di esso fu 120mm o 155mm".
Nel febbraio del 2012, ignorò i tentativi del governo siriano di non autorizzare i giornalisti a riportare le informazioni sulla guerra civile, Marie Colvin riuscì lo stesso ad entrare in Siria, sostando nel distretto occidentale Baba Amr della città di Homs. Da questa città, la sera del 21 febbraio, per l'ultima volta fece i suoi ultimi interventi in programmi televisivi della BBC, Channel 4, CNN e ITN News attraverso un telefono satellitare. Descrisse con dure parole: i bombardamenti e gli attacchi da cecchino contro gli edifici civili e le persone per le strade di Homs da parte del governo siriano. Parlando con Anderson Cooper, Colvin descrisse il bombardamento di Homs come il peggior conflitto che avesse mai vissuto.
Marie Colvin è morta il 22 febbraio 2012 in Siria, all'età di 56 anni, con lei morì anche il fotoreporter francese Rémi Ochlik, uccisi mentre lasciavano una sede media non-ufficiale durante l'offensiva di Homs.
L'autopsia condotta a Damasco dal governo siriano ha concluso che Marie Colvin è stata uccisa da una "improvvisa esplosione di un dispositivo pieno di chiodi". Il governo afferma che il dispositivo esplosivo è stato piantato dai terroristi. Questo resoconto è stato respinto dal fotografo Paul Conroy, che era con Colvin e Ochlik e sopravvisse all'attacco. Conroy ha ricordato che Colvin e Ochlik stavano facendo le valigie quando il fuoco dell'artiglieria siriana ha colpito il loro mediacentre. Il giornalista Jean-Pierre Perrin e altre fonti hanno riferito che l'edificio era stato preso di mira dall'esercito siriano, identificato mediante segnali telefonici via satellite. La loro squadra aveva pianificato una strategia di uscita poche ore prima.

## Film biografico
A Private War distribuito nel 2018 e diretto da Matthew Heineman, è un film basato sulla vita di Marie Colvin, interpretata dall'attrice Rosamund Pike.

## Riconoscimenti
- 2000 – Journalist of the Year, Foreign Press Association
- 2000 – Courage in Journalism, International Women's Media Foundation
- 2001 – Foreign Reporter of the Year, British Press Awards
- 2009 – Foreign Reporter of the Year, British Press Awards
- 2012 – Anna Politkovskaya Award, Reach All Women in War (RAW in WAR)[8]
- 2012 – Foreign Reporter of the Year, British Press Awards

## Vita privata
Colvin ha sposato due volte il giornalista Patrick Bishop; entrambi i matrimoni si sono conclusi con il divorzio. Ha anche sposato un giornalista boliviano, Juan Carlos Gumucio, corrispondente del quotidiano spagnolo El País a Beirut durante la guerra civile libanese, che si tolse la vita nel febbraio 2002 in Bolivia, a seguito di depressione e alcolismo.
Colvin viveva ad Hammersmith, a ovest di Londra.